# كادريتي
بلدية كادريتي (بالإسبانية: Cadrete) هي بلدية تقع في مقاطعة سرقسطة التابعة لمنطقة أراغون شمال شرق إسبانيا.

## الديموغرافيا
بلغ عدد سكان بلدية كادريتي 3.177 نسمة عام 2011 (وفقاً للمعهد الوطني الإسباني للإحصاء).
| 1.243 | 1.572 | 1.664 | 2.303 | 2.445 | 2.777 | 3.177 |